# Iniciativa ciudadana 3de3
#3de3 (Tres de tres) es una iniciativa anticorrupción de la sociedad civil mexicana, impulsada por Transparencia Mexicana y el Instituto Mexicano para la Competitividad (IMCO). Esta iniciativa  promueve que la ciudadanía exija a servidores públicos, legisladores, líderes de partido y candidatos a cargos de elección popular la publicación voluntaria de tres documentos: declaración patrimonial (1), declaración de intereses (2) y comprobante de pago de impuestos (3). A través de la plataforma web www.3de3.mx, la ciudadanía puede consultar las tres declaraciones de aquellos que se han sumado a la iniciativa.
Los servidores públicos que se suman a la iniciativa, pueden hacerlo haciendo uso de los formatos de declaración disponibles en la misma plataforma web. Estos fueron diseñados con base en la revisión de las mejores prácticas internacionales y la normatividad aplicable en otros países. La publicación de estas tres declaraciones permite a la ciudadanía conocer y comparar información sobre distintos funcionarios, legisladores y candidatos. De acuerdo con la página web www.3de3.mx, la iniciativa “busca reconstruir la confianza ciudadana a través del compromiso y transformación de la clase política en nuestro país: funcionarios y políticos que antepongan los intereses de México a los suyos”.

## Antecedentes
Después de la serie de escándalos por corrupción que involucraron propiedades y contratos gubernamentales, entre ellos el conocido caso de “La Casa Blanca”, Transparencia Mexicana propuso –en el marco de la publicación de los resultados del Índice de Percepción de la Corrupción 2014– que todo candidato a un cargo de elección popular hiciera públicas sus declaraciones patrimonial, de intereses y fiscal, como medida anticorrupción y de blindaje electoral. La propuesta fue secundada y reconocida por organizaciones de la sociedad civil, académicos, especialistas y líderes de opinión pública, quienes señalaron su valor e importancia en la discusión sobre anticorrupción del país. Durante la entrega de la Medalla Belisario Domínguez el 15 de diciembre de 2014, el Senador Zoé Robledo fungió como el orador principal de la ceremonia y retomó esta propuesta. En su discurso exhortó a la clase política a hacer públicas estas tres declaraciones.
La ley 3 de 3 contra la violencia se gesta en el estado de Yucatán, el proyecto de iniciativa como ley constitucional, es entregada por AMISY (Agenda de las Mujeres por la Igualdad Sustantiva para Yucatán) al congreso del estado en noviembre de 2020 a las y los diputados del congreso, durante todo ese camino se trabaja con la sociedad, escuelas e instituciones para darla a conocer, y recibe el apoyo de Yndira Sandoval y la Dra. En derecho Patricia Olamendi, para acreditarla en lo legal y no ser violatoria a derechos humanos...en julio de 2021 es aprobada por unanimidad en el congreso del Estado de Yucatán, y luego promovida en otros estados de la república mexicana.

## Legislador Transparente y Candidato Transparente
A inicios de 2015, Transparencia Mexicana y el Instituto Mexicano para la Competitividad anunciaron la puesta en marcha de las plataformas “Legislador transparente” y “Candidato transparente”, las cuales tenía como objetivo promover que todo representante popular y servidor público, así como los candidatos a cargos públicos del periodo electoral 2015 y 2016, hicieran públicas tres declaraciones: patrimonial, de intereses y fiscal. Una vez publicadas las tres declaraciones, los legisladores también se comprometían a legislar en materia de anticorrupción y conflictos de interés. 
Los primeros legisladores en sumarse a la plataforma “Legislador transparente” fueron Zoé Robledo (PRD), Laura Rojas (PAN), Fernando Belaunzarán (PRD) y Fernando Rodríguez Doval (PAN). En el transcurso de las siguientes semanas, más legisladores se sumaron a esta iniciativa. 
En el caso de la plataforma “Candidato transparente”, al concluir el periodo de campañas, un total de 366 candidatos y candidatas pusieron su información a disposición del electorado. De estos, 69 resultaron ganadores, entre ellos 9 gobernadores.

## ¿En qué consisten estas tres declaraciones?
Declaración patrimonial: la Secretaría de la Función Pública es la encargada de recibir la declaración patrimonial de cada servidor público del país de manera obligatoria, donde se revisa la congruencia entre el patrimonio, egresos e ingresos. Sin embargo, es opcional que este documento sea público para consulta ciudadana. 
La declaración patrimonial permite conocer el estado, evolución y valor estimado de los bienes que posee el declarante desde el inicio hasta el fin de su cargo. Hacerla pública permite que los ciudadanos puedan monitorear que el patrimonio del funcionario o persona de interés público crezca conforme a sus ingresos y los de sus familiares.
La información que se pide en esta declaración incluye: ingresos, bienes inmuebles, vehículos, bienes muebles y otro tipo de valores del declarante.
Declaración de intereses: se refiere a las actividades o relaciones que podrían inferir con el ejercicio de las funciones o la toma de decisiones de un servidor público. El formato de la iniciativa #3de3 solicita la publicación de información sobre actividades financieras, profesionales y otros intereses, tanto del declarante como de sus familiares en primer grado y dependientes económicos. 
Declaración fiscal: el objetivo es que los funcionarios, al manejar recursos públicos, demuestren que están al corriente con sus obligaciones fiscales. La iniciativa #3de3 considera dos alternativas para comprobarlo: presentación de las carátulas de pago de los últimos 3 ejercicios fiscales o una opinión de cumplimiento emitida por la autoridad fiscal (Servicio de Administración Tributaria). 

## 3de3.mx
En octubre de 2015, tras la conclusión del periodo electoral y con el objetivo de facilitar la consulta de la información, Transparencia Mexicana y el IMCO integraron las dos plataformas existentes en una sola: www.3de3.mx. Desde entonces, un número considerable de funcionarios y legisladores se han sumado. Al 15 de julio de 2016 un total de 627 funcionarios han publicado sus tres declaraciones, entre ellos:
- 1 de 25 integrantes del gabinete federal.
- 12 de 32 gobernadores.
- 25 de 128 de senadores.
- 116 de 500 diputados federales.
- 6 de 32 gabinetes federales.

## De la iniciativa #3de3 a la iniciativa de #Ley3de3
En febrero de 2016, una coalición de Organizaciones de la Sociedad Civil (OSC) y académicos presentaron una propuesta para la Ley General de Responsabilidades Administrativas, uno de los siete primeros instrumentos legales del Sistema Nacional Anticorrupción, creado tras la promulgación de la reforma constitucional anticorrupción del 27 de mayo de 2015. La iniciativa #Ley3de3 incluía los principios para la publicación de declaraciones sobre los que se construyó la iniciativa #3de3. Después de una campaña de 6 semanas, el 17 de marzo de 2016 representantes de las OSC entregaron las firmas de 291,467 ciudadanos que respaldaron la iniciativa #Ley3de3 al Senado mexicano. En una segunda entrega las firmas ascendieron a 634,143, cifra que duplicó la entrega inicial y excedió las 120,000 firmas que, constitucionalmente, de conformidad a la reforma política del 2014, se requieren para que una iniciativa ciudadana de ley sea discutida por el Congreso de la Unión. El 17 de junio de 2016, con dos modificaciones a los términos en los que originalmente fue concebida la iniciativa #Ley3de3 (artículos 29 y 32 del dictamen de ley), el Congreso de la Unión aprobó el primer paquete de Leyes Anticorrupción y fueron enviadas al Ejecutivo para su promulgación.
```
Las organizaciones de sociedad civil ya promovían la transparencia como instrumento para combatir la corrupción, antes que se iniciara en el congreso mexicano la discusión sobre las leyes anticorrupción.
```